# Dirichletserie
Inom matematiken är en Dirichletserie (benämnd efter Johann Peter Gustav Lejeune Dirichlet) en serie
{\displaystyle \sum _{n=1}^{\infty }{\frac {a_{n}}{n^{s}}},}
där s är ett komplext tal och a är en följd av komplexa tal. Dirichletserier är specialfall av allmänna Dirichletserier.
Dirichletserier spelar en viktig roll inom analytisk talteori. Riemanns zetafunktion definieras oftast som en Dirichletserie, såsom även L-funktioner. Det har förmodats Selbergklassen satisfierar generaliserade Riemannhypotesen. Serierna är uppkallade efter Peter Gustav Lejeune Dirichlet.

## Exempel
Den kändaste Dirichletserien är Riemanns zetafunktion
{\displaystyle \zeta (s)=\sum _{n=1}^{\infty }{\frac {1}{n^{s}}}.}
En annan serie är
{\displaystyle {\frac {1}{\zeta (s)}}=\sum _{n=1}^{\infty }{\frac {\mu (n)}{n^{s}}}}
där μ(n) är Möbiusfunktionen. Denna, och många andra serier kan bevisas genom att använda Möbiusinversion och Dirichletfaltning till kända serier.
Dirichlets L-funktion definieras som
{\displaystyle L(s,\chi )=\sum _{n=1}^{\infty }{\frac {\chi (n)}{n^{s}}}}
där χ är en Dirichletkaraktär.
En viktig klass av Dirichletserier är Selbergklassen.